# Okręty patrolowe typu Amazonas
Okręty typu Amazonas – typ pełnomorskich okrętów patrolowych (korwet) zbudowanych w Wielkiej Brytanii. Wszystkie zasiliły Marynarkę Wojenną Brazylii w 2012 i 2013 roku.

## Historia

### Spór Trynindadu i Tobago z BAE Systems
Pierwotnie zamówione zostały w 2007 roku przez Trynidad i Tobago dla tamtejszej Straży Ochrony Wybrzeża jako okręty typu Port-of-Spain za łącznie 327 mln USD. Pierwszy okręt miał być dostarczony w maju 2009, ale termin ten przełożono na luty 2010, gdy także ten termin nie został dotrzymany 16 września 2010 nowy rząd w Trynidadzie i Tobago wypowiedział umowę, powołując się przy tym na winę BAE Systems. Rozpoczęło to spór prawny skierowany do sądu arbitrażowego w Londynie przez BAE Systems. Brytyjska firma żądała 93 mln dolarów odszkodowania od Trynidadu i Tobago. Ten natomiast zażądał od BAE Systems odszkodowania w wysokości 248 mln dolarów. Ostatecznie doszło do ugody w listopadzie 2012. Porozumienie zakłada wypłacenie przez BAE Systems odszkodowania w wysokości 212 mln dolarów.
BAE Systems wygrało podobny spór z Brunei w 2007 roku dotyczący trzech korwet typu Nakhoda Ragam, które po opłacaniu pozostały nieodebrane i sprzedane Indonezji.

### Zakup okrętów przez Brazylię
W grudniu 2011 roku poinformowano, że brazylijska marynarka wojenna jest zainteresowana kupnem tych okrętów. Informacja ta została potwierdzona 2 stycznia 2012 przez BAE Systems, które podpisało umowę z Brazylią odnośnie do sprzedaży jednostek. Trzy okręty oraz licencja na budowę kolejnych we własnych stoczniach będzie kosztować stronę brazylijską 133 mln funtów.
9 sierpnia 2012 roku pierwsza jednostka (Amazonas) wyruszyła z HM Naval Base Portsmouth w podróż do Rio de Janeiro, w której trakcie okręt złożył wiele wizyt w państwach europejskich i afrykańskich. 5 października jednostka zawinęła do swojego portu macierzystego w Rio.

## Projekt
Projekt okrętów został oparty na patrolowcach brytyjskich typu River. Ich głównym przeznaczeniem będzie ochrona wyłącznej strefy ekonomicznej państwa, walka z nielegalnym handlem narkotykami oraz inne różnego rodzaju misje specjalne.

## Wyposażenie
Okręty są wyposażone w system bojowy brytyjskiej firmy Ultra Electronics, OSIRIS Combat & Mission Management System. Umowę wartą 7 mln funtów na jego dostarczenie, BAE Systems podpisało w 2007 roku. Sensory dostarczyła natomiast współpracująca z Ultra Electronics, duńska firma Terma A/S. Wszystkie jednostki są wyposażone w radary Scanter 4100 X.

## Jednostki
| Lp. | Numer | Okręt    | Zwodowany         | Początek służby   | Flota | Uwagi                                  |
| --- | ----- | -------- | ----------------- | ----------------- | ----- | -------------------------------------- |
| 1.  | P120  | Amazonas | 18 listopada 2009 | 29 czerwca 2012   | –     | wcześniejsza nazwa CG-50 Port-of-Spain |
| 2.  | P121  | Apa      | 15 lipca 2010     | 30 listopada 2012 | –     | wcześniejsza nazwa CG-51 Scarborough   |
| 3.  | P122  | Araguari | 16 lipca 2010     | 21 czerwca 2013   | –     | wcześniejsza nazwa CG-52 San Fernando  |

### BNS Amazonas
Pierwszy okręt typu, wybudowany w stoczni w Portsmouth należącej obecnie do BAE Systems, znajdującej się na terenie bazy morskiej Royal Navy (Her Majesty’s Naval Base Portsmouth). Pierwsze prace rozpoczęły się 15 lutego 2008 roku, stępkę położono natomiast 15 czerwca tego samego roku. Wodowanie miało miejsce 18 listopada 2009 roku, pod nazwą Port of Spain. Nazwa została zmieniona wraz z zakupem okrętu przez Brazylię. 29 czerwca 2012 roku w Portsmouth miała miejsce ceremonia wcielenia okrętu do służby.
9 sierpnia 2012 roku wyruszył z Her Majesty’s Naval Base Portsmouth w podróż do Rio de Janeiro, w której trakcie okręt złożył wiele wizyt w państwach europejskich i afrykańskich. Wśród odwiedzonych portów znalazły się: Lizbona (Portugalia), Las Palmas de Gran Canaria (Hiszpania), Mindelo (Republika Zielonego Przylądka), Kotonu (Benin), Lagos (Nigeria), São Tomé (Wyspy Świętego Tomasza i Książęca), a także Natal, Salvador oraz Arraial do Cabo w Brazylii. W trakcie tych wizyt miały również wspólne z lokalnymi siłami morskimi manewry wojskowe. 5 października jednostka zawinęła do swojego portu macierzystego w Rio.

### BNS Apa
Jednostka została wcielony do służby w brazylijskiej marynarce wojennej 30 listopada 2012 roku. Ceremonia odbyła się w bazie morskiej Royal Navy (Her Majesty’s Naval Base Portsmouth).